# Austrovates variegata
Austrovates variegata es una especie de mantis de la familia Mantidae.

## Distribución geográfica
Se encuentra en el norte de Australia.